# Paweł Ostasiewicz
Paweł Ostasiewicz (ur. 1913, zm. ?) – polski działacz partyjny, poseł na Sejm PRL I kadencji (1952–1956). 

## Życiorys
Urodził się w chłopskiej rodzinie wielodzietnej. W dwudziestoleciu międzywojennym związany z ruchem komunistycznym (Komunistyczną Partią Zachodniej Białorusi). W czasie II wojny światowej walczył w partyzantce radzieckiej na Kresach Wschodnich. Po 1945 utrwalał władzę ludową na Podlasiu, będąc działaczem PPR. W 1949 założył spółdzielnię produkcyjną w Augustowie w powiecie bielskim, której w 1950 został przewodniczącym. W 1952 uzyskał nominację do Sejmu PRL I kadencji (formalnie został wybrany w wyborach z 26 października 1952) w okręgu Łomża.